# Morir en Bruselas
"Morir en Bruselas" es una novela del escritor dominicano Pablo Gómez Borbón publicada en el año 2021 . El libro se basa en una exhaustiva investigación sobre las muertes, acaecidas en 1971 en Bruselas, Bélgica, de Maximiliano Gómez Horacio, el Moreno, secretario general del Movimiento Popular Dominicano, y de Miriam Pinedo Mejía, viuda de Otto Morales Efres,  dirigente de la misma organización política asesinado el año anterior. En abril de 2022, "Morir en Bruselas" recibe, por decisión unánime del jurado, el Premio Nacional Feria del Libro Eduardo León Jimenes.

## Sinopsis
La madrugada del domingo 12 de diciembre de 1971, los esposos Decker encuentran, frente a su casa, ubicada en la avenue Bel Air de Uccle, municipio entonces situado en las afueras de Bruselas, una maleta con dos piernas de mujer. El día siguiente, lunes 13 de diciembre de 1971, Louis Demaret encuentra, frente a su taller de mecánica, ubicado en la rue Américaine del también municipio limítrofe de Ixelles, otra maleta conteniendo un torso decapitado de mujer, al que le faltan las piernas. A fines de diciembre de 1971, la policía belga determina que el cadáver corresponde a Miriam Pinedo Mejía, viuda del dirigente del Movimiento Popular Dominicano Otto Morales Efres. Su cabeza aparece en 1978, en los Estanques de Ixelles, no lejos de donde se encuentran las maletas. La policía belga determina entonces que la señora Pinedo Mejía ha quedado en estado comatoso durante varios días en un confuso incidente en el que pierde la vida Maximiliano Gómez Horacio, el Moreno, secretario general del Movimiento Popular Dominicano.
El caso es asignado al inspector Franciscus - Paco - Gossens, quien es asistido por el detective Paul Hendrickx, quien coordina a su vez un equipo de investigadores que trabajan sobre el caso. En medio de un ambiente propio de la Guerra Fría, ambos se embarcan en un periplo que llevará a los policías belgas, a partir de Bélgica, por Francia, Italia, Cuba, México, Brasil, Chile, los Estados Unidos y la República Dominicana. Una vez terminado, los investigadores enumeran las hipótesis que podrían explicar las muertes de Gómez Horacio y Pinedo Mejía, decantándose además por la hipótesis más probable.

## Fuentes

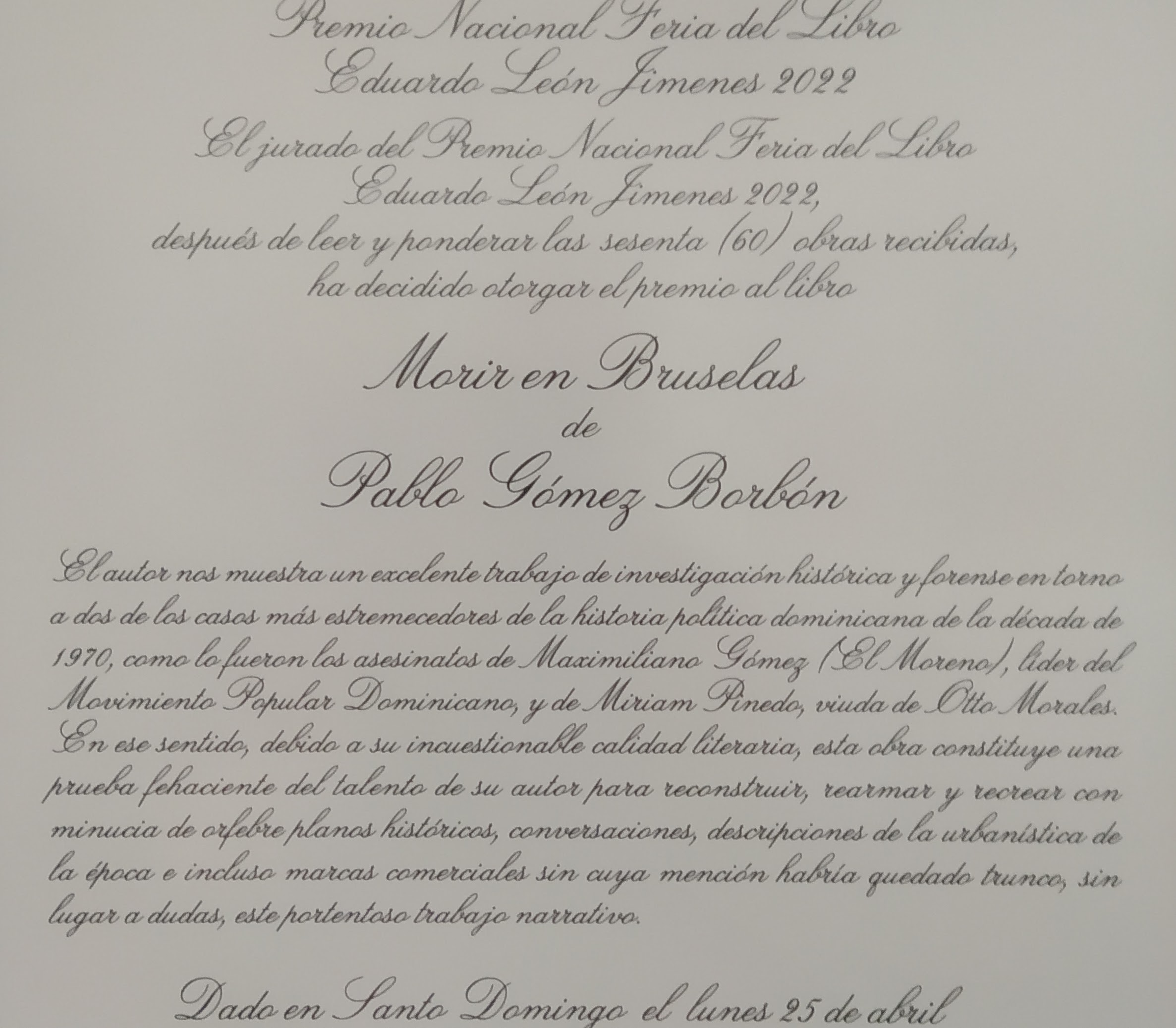
Diploma Premio Nacional Feria del Libro Eduardo León Jimenes 2022

## Género y veracidad
Existen ciertas divergencias sobre el género literario de "Morir en Bruselas". Algunos han calificado la obra como novela histórica; otros, como novela negra; y otros, como el doctor Roberto Cassá,  director del Archivo General de la República Dominicana, como historia novelada.
Raúl Piña-Contreras, escritor y también ganador del Premio Nacional Feria del Libro Eduardo León Jimenes afirma que "Morir en Bruselas es una novela", basada "en una exhaustiva investigación".

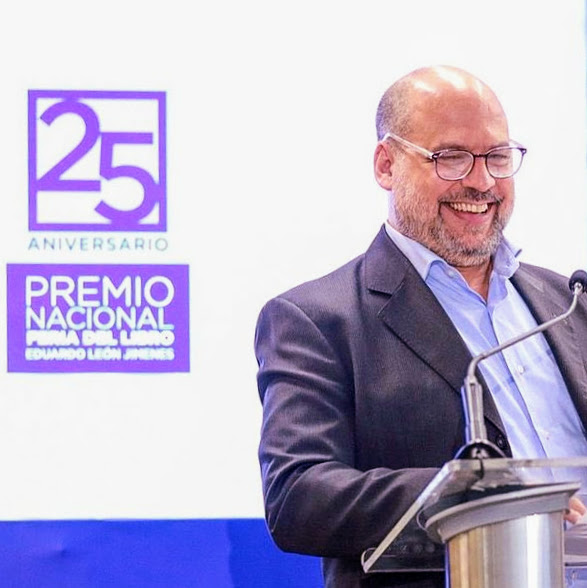
Pablo Gómez Borbón pronuncia las palabras de agradecimiento por el Premio Nacional Feria del Libro Eduardo León Jimenes 2022.

El autor ha definido su obra como una "investigación periodística disfrazada de novela" y como una novela sin ficción, al estilo de A sangre fría, del escritor norteamericano Truman Capote. En este sentido, Pablo Gómez Borbón ha incluído como epígrafe la advertencia que hace el escritor mexicano Jorge Volpi al inicio de su obra "Una novela criminal": 
“Lector, estás por adentrarte en una novela documental o novela sin ficción. Ello significa que, si bien he intentado conferirle una forma literaria al caos de la realidad, todo lo que aquí se cuenta se basa […] en investigaciones periodísticas previas o en las declaraciones y entrevistas concedidas por los protagonistas del caso. Si bien me esforcé por contrastar y confirmar los testimonios contradictorios, muchas veces no me quedó otra salida que decantarme por la versión que juzgué más verosímil. Para llenar los incontables vacíos o lagunas, en ocasiones me arriesgué a conjeturar —a imaginar— escenas o situaciones que carecen de sustento en documentos, pruebas o testimonios oficiales: cuando así ocurre, lo asiento de manera explícita […]”
 "Morir en Bruselas" contiene elementos que son propios de la novela negra, tales como el clima lluvioso, la niebla y el cielo permanentemente gris de Bruselas. En varias oportunidades, el autor ha explicado que, a pesar de que el clima en Bélgica posee estas características, se trata de una hipérbole con la que pretende expresar el horror generalizado provocado por la naturaleza de las muertes de Gómez Horacio y, sobre todo, de Pinedo Mejía. Por otro lado, la obra comparte con la novela sin ficción una sólida base documental. Pero, habida cuenta de que sus dos protagonistas son personajes ficticios, alter egos del autor, sería más preciso calificarla como historia novelada.
El historiador Juan Daniel Balcácer, presidente de la Academia Dominicana de la Historia, explica los matices que existen entre los diversos géneros de las obras históricas:
 "Existe la Historia propiamente dicha: la cual se atiene estrictamente a los hechos, que contienen notas al margen y en los que se enumeran detalladamente las fuentes. Existe, a continuación, las historias noveladas, las cuales, a pesar de que no contienen citas ni mención de las fuentes, poseen sólidas bases factuales. Existen, finalmente, las novelas históricas, en la cual la ficción posee una importancia mayor que en la historia novelada".
De los más de doscientos personajes que aparecen en "Morir en Bruselas" solo los policías Paco Hendrickx y Paul Gossens son ficticios. Los personajes reales se enumeran al final de la obra. Los elementos de ficción que contiene la obra no la despojan en lo más mínimo de su valor histórico y de su carácter eminentemente factual. El autor ha explicado en varias oportunidades que optó por este género porque no le parecía lógico escribir un ensayo histórico habida cuenta de que, a pesar de la exhaustividad de sus investigaciones, existen todavía preguntas sin respuesta sobre las muertes acaecidas en Bruselas en 1971.

## Premio Nacional Feria del Libro Eduardo León Jimenes
Morir en Bruselas fue elegida por unanimidad por el jurado del Premio Nacional Feria del Libro Eduardo León Jimenes 2022. Un total de sesenta obras participaron en el certamen. El jurado fundamentó su decisión en los siguientes términos:
"El autor nos muestra un excelente trabajo de investigación histórica y forense en torno a dos de los casos más estremecedores de la historia política dominicana de la década de 1970, como lo fueron los asesinatos de Maximiliano Gómez (El Moreno), líder del Movimiento Popular Dominicano, y de Miriam Pinedo, viuda de Otto Morales. En ese sentido, debido a su incuestionable calidad literaria, esta obra constituye una prueba fehaciente del talento de su autor para reconstruir, rearmar y recrear con minucia de orfebre, planos históricos, conversaciones, descripciones de la urbanística de la época e incluso marcas comerciales sin cuya mención habría quedado trunco, sin lugar a dudas, este portentoso trabajo narrativo".”
El acto de premiación tuvo lugar en los salones del Monumento a fray Antón de Montesino, el 25 de abril de 2022.

## Recepción de la crítica
La recepción favorable de "Morir en Bruselas" por parte de la crítica fue virtualmente unánime.
Durante la puesta en circulación de la obra, que tuvo lugar el en el Archivo General de la Nación de la República Dominicana, su director, el doctor Roberto Cassá se refirió a la obra en los siguientes términos:
"Pablo Gómez Borbón se ha ceñido a los hechos. Es un libro bien escrito, bien documentado, producto de una acuciosa labor de investigación oral y documental y, sobre todo, un libro honesto".
El escritor y crítico literario José Rafael Lantigua, exministro de Cultura de la República Dominicana afirmó:
"Una minuciosa investigación, un relato de los acontecimientos y de los protagonistas reales o supuestos enrolados en el crimen. Un auténtico thriller escrito magistralmente de forma novelada, desde la pluma de un escritor con agallas, firme, resuelto a descubrir la verdad, con sólida cultura y conocedor a cabalidad de los entresijos de una buena narración. Sin duda alguna, el libro del año" .

El escritor Tony Raful asevera:

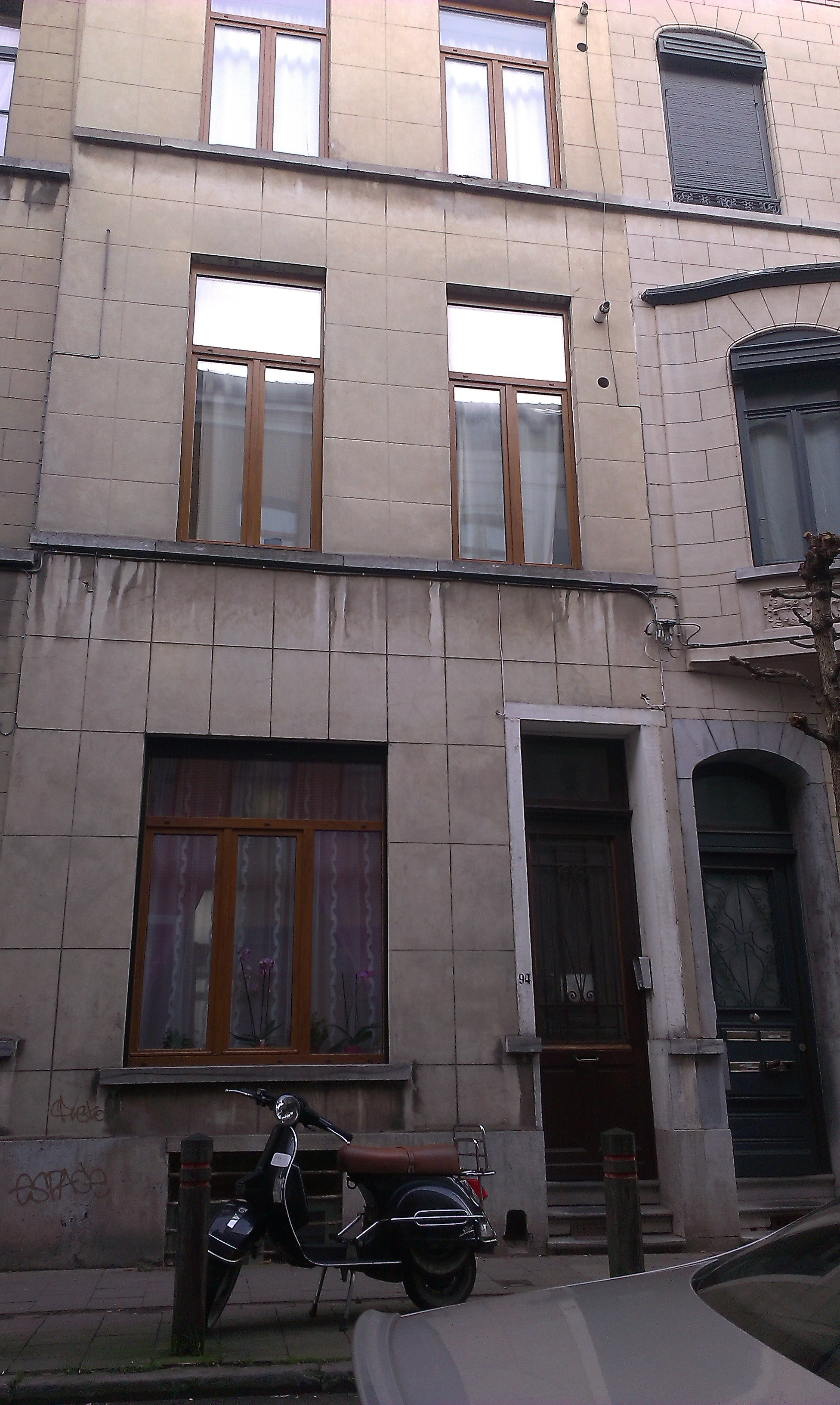
Rue van Aa, 94, Bruselas, Bélgica. En esta casa falleció Maximiliano Gómez, el Moreno, el 23 de mayo de 1971

 "Morir en Bruselas, es una novela apasionante, escrita con claridad expresiva y sobre todo con movilidad informativa". 
Y agrega:
 "es la investigación más seria y detallada que se haya escrito sobre la muerte del Moreno y Miriam en Bruselas”. 
Por su parte, el también crítico literario José Rafael Sosa se refirió a la obra en los siguientes términos:
"Una obra que parte aguas. Morir en Bruselas permite batir las palmas de la literatura y la historia".
Altagracia Pou Suazo, miembro del jurado del premio, opina:
"Morir en Bruselas es "lo mejor que he leído en veinticinco años".

El escritor Raúl Piña-Contreras afirma que "Morir en Bruselas" es

"una extraordinaria novela" cuyo "fabuloso manejo de la narración es lo que le permite mantener el interés del lector".
El economista e historiador Bernardo Vega, exgobernador del Banco Central de la República Dominicana, calificó la obra como 

"Muy bien escrita y con agarre".
El también economista y exgobernador de esta institución, José Lois Malkún expresó:
"Un libro que todos deben leer por su excelente narrativa".

Por su parte, el historiador Juan Daniel Balcácer, actual presidente de la Academia Dominicana de la Historia afirma que Morir en Bruselas es
"un aporte extraordinario en la reconstrucción de episodios heroicos y tristes a la vez de la izquierda dominicana de los años setenta del pasado siglo".

La periodista Carmen Imbert Brugal afirma:
"Gómez Borbón ratifica, comprueba hechos más que conocidos. El mérito ha sido dejar constancia con mortificante valentía".
El periodista Fausto Rosario, director de ACENTO DIGITAL editorializa:
"Es una novela única, de gran calidad estilística, con un tema, un argumento, una trama, unos capítulos que sitúan al lector con notable habilidad en condiciones de extraer conclusiones".
Para el periodista Ramón Colombo, Morir en Bruselas es 
"una gran novela testimonial".
El periodista y escritor José Báez Guerrero afirma que "Morir en Bruselas" es una

"excelente obra, la recomienda sin reservas; valiente y bien documentada novela basada en hechos reales".

El también periodista Juan TH afirma: 
"Se trata, a mi modo de ver, de un trabajo serio, fruto de una larga investigación" .

## Recepción del sector político
Distintos actores del mundo político se han expresado favorablemente sobre Morir en Bruselas.
Guido Gómez Mazara, dirigente del Partido Revolucionario Moderno, exconsultor jurídico durante el gobierno de Hipólito Mejía e hijo de Maximiliano Gómez Horacio, se ha referido a la obra en los siguientes términos:
"Morir en Bruselas, representa el trascendental ingreso del asesinato de mi padre, Maximiliano Gómez al mundo literario. Satisfacción familiar y muestra incuestionable de que el mejor aliado de la verdad es el tiempo".
"Pablo Gómez Borbón ha escrito Morir en Bruselas con exquisita destreza. La noticia de que es libro más vendido en país, reconforta el alma y reitera riqueza creativa apegada a verdad histórica".
El abogado Flavio Darío Espinal, asimismo exconsultor juridico de la Presidencia de la República Dominicana estima que Morir en Bruselas es:
"una obra cautivante y desgarradora que muestra la pasión, el rigor y el dominio narrativo del autor"
.El ingeniero Cayetano Rodríguez del Prado, exsecretario general del Movimiento Popular Dominicano, afirma:
“Con Morir en Bruselas, Pablo Gómez Borbón ha hecho un gran trabajo, un trabajo serio y veraz”.
Orlando Jorge Mera, dirigente del Partido Revolucionario Moderno, exdirector del Instituto Dominicano de Telecomunicaciones y exministro de Medio Ambiente de la República Dominicana afirmó que Pablo Gómez Borbón realizó 
"un excelente trabajo de investigación", por lo que consideró que Morir en Bruselas, es una "lectura recomendada".
Víctor Bisonó, Ito, actual ministro de Industria y Comercio de la República Dominicana, confirma que Morir en Bruselas fue
"acogido favorablemente por la crítica y el público, siendo el libro dominicano más vendido en 2021".
Ellis Pérez, exministro de Turismo, afirmó que Morir en Bruselas es una "gran obra literaria" y se mostró "sorprendido por 
"la capacidad narrativa de Pablo Gómez Borbón", hace que "usted lo comienza y queda atrapado, no puede dejar de leer".
Morir en Bruselas fue el último libro leído por el expresidente del Senado de la República Dominicana y exsecretario general del Partido de la Liberación Dominicana, Reinaldo Pared Pérez.
Por otro lado, Una gran proporción de políticos que militaron - o militan - en distintas agrupaciones de la izquierda revolucionaria dominicana han pretendido restar credibilidad a la obra de Pablo Gómez Borbón.
Algunos han alegado que la misma es ficción pura, por lo que no contiene ningún elemento histórico. Dichas afirmaciones, sin embargo, se basan en argumentos ad hominem, tanto contra el autor como contra algunas de sus fuentes. Además de ser desmentidas por las declaraciones de historiadores, intelectuales y políticos tan prestigiosos como Roberto Cassá, Tony Raful y Cayetano Rodríguez del Prado (citadas más arriba) , dichas acusaciones no se basan en ninguna argumentación factual o concreta.
Por otro lado, el autor señala una especie de omerta por parte de dichos revolucionarios. Dicho silencio se ha manifestado antes de la publicación de la obra (negativa a ser entrevistados) o después de la misma (negativas a responder a las argumentaciones del autor). Según Gómez Borbón, dicho silencio responde a conveniencias políticas .
Pablo Gómez Borbón ha expresado públicamente que el Movimiento Popular Dominicano debe pedir perdón por la participación material de diez de sus miembros y las sospechas de participación intelectual de la dirigencia del partido en relación al asesinato de Miriam Pinedo viuda Morales.

## Recepción del público
La acogida de Morir en Bruselas por parte del público fue igualmente favorable. La novela fue el libro dominicano más vendido en 2021. Fue, asimismo, el más vendido en la Feria Internacional del Libro de Santo Domingo de 2022 .
Morir en Bruselas ha sido objeto de varias tertulias y conversatorios, presenciales y virtuales, así como de reuniones de clubs de lectores. Cabe mencionar el conversatorio sobre la obra, organizado por el Centro León, que contó con la moderación de Edwin Espinal Hernández; así como el organizado en Bruselas por la Embajada de la República Dominicana ante el reino de Bélgica, el Gran Ducado de Luxemburgo y la Unión Europea;
Por otro lado, el libro ha servido como base para conversatorios literarios de índole general. Son de particular relevancia "La escritura de los hechos: Morir en Bruselas - la novela sin ficción", organizado conjuntamente por la Embajada de la República Dominicana y el Instituto Cervantes en Bruselas, moderado por el escritor mexicano Mauricio Ruíz; y ante el Reino de Bélgica, en coordinación con la Instituto Cervantes; y el conversatorio "¿Novela Histórica o Relato Novelado? organizado por el Centro León y moderado por el escritor dominicano Manuel Llibre Otero.
Asimismo, la Misión Permanente de la República Dominicana ante la Organización de las Naciones Unidas organizó en la sede de dicho organismo en Nueva York, el 28 de febrero de 2023, un conversatorio sobre la obra. Al mismo asistieron miembros de las misiones diplomáticas acreditadas ante dicha institución así como de la comunidad dominicana residente en dicha urbe norteamericana.
Finalmente, es menester señalar los conversatorios sobre el libro organizados por "Casa Urbana", uno de los clubs de lectura más importantes de Santo Domingo y por el Instituto de Dominicanos en el Exterior (INDEX), ubicado en Miami, Florida.

## Recepción de los medios de comunicación
Morir en Bruselas atrajo la atención de los principales medios de comunicación de la República Dominicana. En los meses posteriores a su publicación, su autor fue entrevistado en los programas televisivos o radiales siguientes: El Día, Hoy Mismo, El Sol de la Mañana, El Matutino Alternativo,Metrópoli,Tu Vozz al Mediodía, Y tú, ¿qué dices? Otros periodistas que evaluaron favorablemente la obra fueron Julio Hazim, Carlos Manuel Estrella.

## Enlaces Externos
Video: Salida de los presos canjeados hacia México, 28 de marzo de 1970.
Video: Llegada de los presos canjeados a México, 28 de marzo de 1970.
- Datos: Q116250396